# NGC 7223
NGC 7223 (другие обозначения — PGC 68197, UGC 11931, MCG 7-45-18, ZWG 530.13, IRAS22081+4046) — спиральная галактика с перемычкой (SBc) в созвездии Ящерица.
Этот объект входит в число перечисленных в оригинальной редакции «Нового общего каталога».